# Bataille de Mossoul (2014)
Pour les articles homonymes, voir Bataille de Mossoul.
Notes
1 200 à 2 400 prisonniers sunnites délivrés par les djihadistes,

670 prisonniers chiites exécutés par les djihadistes lors du massacre de la prison de Badouch
Seconde guerre civile irakienne
La bataille de Mossoul a lieu lors de la seconde guerre civile irakienne. Elle débute le 6 juin 2014, par une offensive de l'État islamique en Irak et au Levant, allié à des tribus et des groupes armés sunnites, contre la ville de Mossoul, qui est prise après quatre jours de combats.

## Contexte
Dans une interview accordée en juin 2024 à Al-Araby Al-Jadeed (en) à l'occasion des dix ans de la bataille de Mossoul, le gouverneur de la province de Ninive, Abdelkader Al-Dakhil, déclare : « Après 2003, Ninive n'avait plus de boussole politique. Aucun acteur local n'a émergé pour diriger la scène politique, ce qui a ouvert la voie à des groupes extrémistes, notamment Al-Qaïda, qui a progressivement pris le contrôle de nombreux aspects de la vie dans la province. Ce groupe contrôlait les administrations publiques malgré la présence des forces de sécurité (en) et du gouvernement irakien. Il a également accaparé les ressources économiques de Mossoul et de Ninive : appels d'offres, projets, commerces… tout était soumis à leur pouvoir, et les citoyens devaient verser des taxes forcées, parfois plus élevées que les impôts de l'État. »
À partir de décembre 2013, des combats impliquant des milices tribales, l'armée irakienne (en) et l'État islamique en Irak et au Levant (EIIL) éclatent dans l'ensemble de l'ouest de l'Irak. Le 4 janvier 2014, plusieurs quartiers de Ramadi sont conquis par les insurgés et la ville de Falloujah est tombée entièrement entre leurs mains. Les rebelles sunnites prennent ainsi le contrôle d'une grande partie de la province d'Anbar. L'armée irakienne intervient, elle reprend le contrôle de la plus grande partie de Ramadi mais n'ose lancer l'assaut sur Falloujah, qui reste assiégée et bombardée.
Cependant, la participation de l'EIIL à la guerre civile syrienne permet à cette organisation d'assurer un ravitaillement en armes via le pays voisin, ce qui améliore significativement sa situation en Irak. En mai 2014, l'EIIL lance une vaste offensive contre les rebelles syriens dans le gouvernorat de Deir ez-Zor, qui lui permet de reprendre pied dans cette région frontalière de l'Irak.
Le 17 avril 2014, une attaque des insurgés à Mahalabia (ar), à l'ouest de Mossoul, fait 12 morts et 15 blessés du côté des militaires tandis que les assaillants laissent huit morts, dont un kamikaze,.
Le 20 mai 2014, la Fondation Ajnad (ar), une des branches médiatiques de l'EIIL, diffuse un chant religieux (nachid) de Khilad al-Qahtani, intitulé Saraya Dawlati Haya, dans lequel il évoque la conquête de Bagdad et de Damas par les hommes de l'organisation dans un futur proche,. 
En juin 2014, l'État islamique en Irak et au Levant lance une grande offensive (en) dans le nord de l'Irak. Les premiers combats s'engagent le 5 juin, lorsque les jihadistes prennent pendant quelques heures le contrôle de la ville de Samarra, mais ils en sont expulsés le jour même par une contre-attaque de l'armée.
Le 6 juin 2014, les rebelles sunnites se lancent à l'assaut de Mossoul, la deuxième plus grande ville d'Irak, peuplée de deux millions d'habitants et capitale de la province de Ninive.

## Forces en présence
L'offensive est lancée principalement par les djihadistes salafistes de l'État islamique en Irak et au Levant (EIIL), mais des tribus sunnites insurgées prennent également part aux combats, ainsi que plusieurs autres groupes armés : les forces de l'Armée des hommes de la Naqshbandiyya (JRTN),,, l'Armée islamique en Irak, Ansar al-Islam, les Brigades de la révolution de 1920, le Front islamique pour la résistance irakienne (en), proches des Frères musulmans
Le Security Council Report évoque « une attaque [menée] par seulement environ 800 à 2 000 combattants de l'EIIL ». Le nombre de 800 combattants/insurgés est également cité par The Guardian et la BBC, sans préciser s'il concerne uniquement l'EIIL,. Selon Gilles Chenève, « ce raid sur Mossoul est le fait de combattants djihadistes, de différentes obédiences. Mais les plus organisés et les plus nombreux sont ceux de l’État Islamique en Irak et au Levant ». Il estime que le contingent de l'EIIL compte probablement entre 1 000  et   3 000 hommes. Le journal La Croix indique également que « d’après les chiffres non officiels », 7 000 hommes armés sont entrés dans Mossoul avec plus de 300 véhicules. Riad Kahwaji, directeur de l'Institute for Near East and Gulf Military Analysis, estime quant à lui qu'au moins 10 000  à   15 000 jihadistes sont présents dans le nord irakien. Entendu par un juge, le djihadiste français Nicolas Moreau, combattant en Irak au moment de l'attaque de Mossoul, soutient que les hommes de l'EIIL étaient « seulement cinq cents [...], alors qu'en face il y'avait entre sept mille et douze mille personnes ». Dans une interview accordée en juin 2024 à Al-Araby Al-Jadeed à l'occasion des dix ans de la prise de Mossoul, le gouverneur de la province de Ninive, Abdelkader Al-Dakhil, affirme que « quand Daech a lancé son assaut final sur la ville, ce n'était qu'avec 300 combattants ». Les forces djihadistes sont commandées par Abou Abdel Rahman al-Bilaoui, mais ce dernier est tué au début de la bataille et est remplacé par Abou Mouslim al-Tourkmani. 
Le forces gouvernementales irakiennes sont bien plus nombreuses,. À Mossoul, les forces armées irakiennes disposent de deux divisions, soit 25 000  à   30 000 hommes, et la Police nationale irakienne compte 40 000 hommes, dont 10 000 paramilitaires de la police fédérale. Selon Hicham al-Hachemi, chercheur en stratégie militaire, 53 000 soldats et 26 000 policiers défendent Mossoul. Cependant selon Pierre-Jean Luizard, directeur de recherche au CNRS, ces chiffres de reflètent pas la réalité : « l'armée irakienne était en grande partie une armée fantôme, parce que c'est une armée de la corruption et une pratique s'était généralisée, à savoir que les soldats laissaient une partie de leur solde à leurs supérieurs pour ne pas être des soldats effectifs dans l'armée et que ce système là a abouti au fait que sur le papier il y avait 30 000 soldats qui défendaient Mossoul mais en réalité ils étaient moins de 10 000 ».

## Déroulement
Le 6 juin, les rebelles sunnites attaquent Mossoul depuis le nord-ouest et les combats ont lieu dans plusieurs quartiers de la ville,. L'attaque est menée par Dar al-Islam, les forces spéciales de l'EIIL. Ces dernières peuvent compter sur l'appui de cellules dormantes, dirigées entre autres par Abu Obeida Bagdad. 
À l'ouest, 7 à 14 membres des forces de sécurité irakiennes (en) sont tués et 42 blessés lors des affrontements. Les insurgés perdent au moins 16 hommes de leur côté et cinq civils sont tués par des tirs de mortier et 15 autres blessés,,. Au sud, un dépôt d'armes est attaqué par cinq kamikazes, certains sont tués par les soldats avant de pouvoir activer leurs charges mais d'autres parviennent à tuer 11 militaires,. Des combats ont aussi lieu à l'est. Au total, selon les déclarations à Reuters de Mohamed Ibrahim Ali, un membre du comité de sécurité et de défense du conseil provincial de Ninive, 105 insurgés ont été tués et une vingtaine de leurs véhicules détruits lors des combats. Par ailleurs, à Al-Mouwaffaqiyah, un village proche de Mossoul, des djihadistes effectuent un attentat-suicide contre la minorité Shabak. L'explosion de deux voitures conduites chacune par un kamikaze fait quatre à sept morts et 45 blessés,,. Le soir du 6 juin, l'armée irakienne affirme avoir repris le contrôle de 90 % de la ville de Mossoul. La plupart des rebelles se replient dans le désert ou se fondent parmi la population locale.
Quelques bombardements ont encore lieu pendant la nuit et les combats reprennent le lendemain dans la matinée, à l'ouest de Mossoul. Au moins 21 policiers et 38 combattants de l'EIIL sont tués.
Des combats intermittents continuent d'avoir lieu le 8 juin à l'ouest de la ville. Une trentaine d'insurgés sont tués dont cinq snipers, des tirs de mortiers causent également la mort de huit civils et 15 autres sont blessés.
Le 9 juin, à l'Ouest de la ville, un kamikaze de l'EIIL conduisant un camion-citerne chargé d'explosifs se fait exploser devant un siège des forces conjointes de la police fédérale et de l'armée irakienne. Au moins 3 à 16 membres des forces de sécurité irakiennes sont tués et 6 à 13 autres blessés,. 
Le même jour dans la soirée, plusieurs centaines d'insurgés prennent d'assaut le siège du gouvernement provincial. Athil al-Noujaïfi, le gouverneur de la province de Ninive ne s'échappe que de justesse. Il trouve refuge à Erbil, une ville du Kurdistan irakien contrôlée par les Peshmergas.
Les rebelles font ensuite mouvement vers le sud, où se trouve une base importante de l'armée irakienne, mais aussi un aéroport et une prison de haute sécurité. Les affrontements se poursuivent pendant la nuit, les insurgés ont l'avantage et au matin du 10 juin ils s'emparent de la totalité de la ville de Mossoul. Au sud de la ville, la base militaire de Ghizlani est conquise et 200 prisonniers sont libérés par les djihadistes. Un millier d'autres prisonniers, principalement issus de l'EIIL, sont également délivrés à la prison de Badouch (ar). En revanche, les prisonniers chiites trouvés dans la prison de Badouch sont exécutés par les djihadistes. Selon le Haut-Commissariat des Nations unies aux droits de l'homme, ce massacre fait 670 morts.
Les militaires et les policiers irakiens sont complètement démoralisés et beaucoup prennent la fuite, les autorités donnent alors l'ordre d'évacuer la ville. Les généraux s'enfuient en hélicoptères. Pendant toute la journée du 10 juin, des djihadistes infiltrés font hurler dans les haut-parleurs de ville, le slogan : « Daoulat, Daoulat islamiyya [Etat, Etat islamique]. », ce qui pourrait avoir contribué à démoraliser les soldats, ces cris jaillissant de partout auraient pu leur faire croire les djihadistes plus nombreux qu'en réalité.
Après les combats, le drapeau noir de l'État islamique en Irak et au Levant flotte sur les bâtiments officiels de Mossoul, tandis que des hommes de la JRTN affichent les portraits de Saddam Hussein et Ezzat Ibrahim al-Douri à l'entrée de la ville. Cependant par la suite, les djihadistes exigent que ces portraits soient retirés. Le 13 juin, deux hommes de la JRTN sont abattus par des hommes de l'EIIL pour avoir refusé d'exécuter cet ordre.

## Conséquences

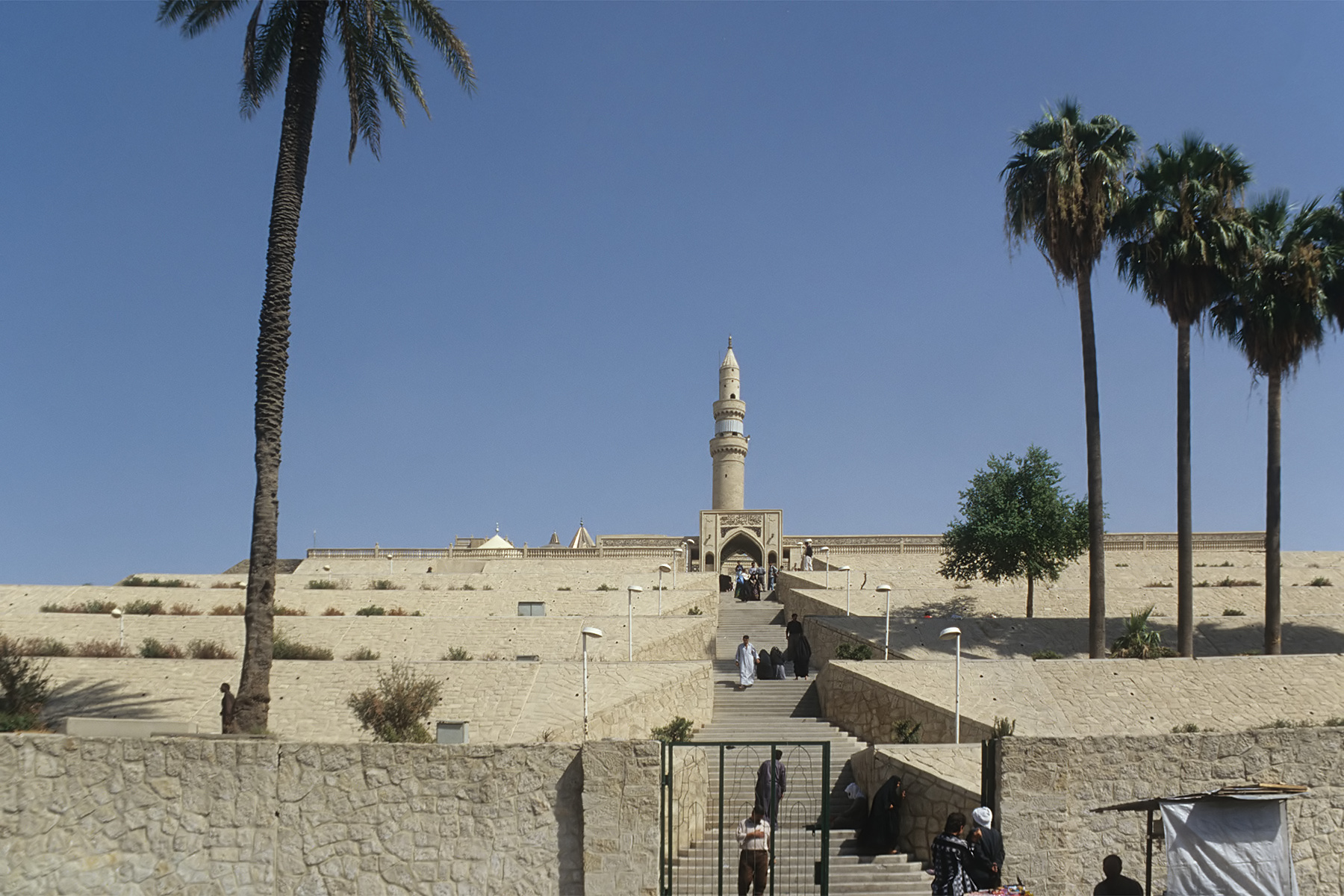
Vue en 1999 de la tombe du prophète Jonas, construite entre le et détruite par les djihadistes le 24 juillet 2014.

Le 10 juin, Oussama al-Noujaïfi (en), président du parlement irakien, annonce que la totalité de la province de Ninive est tombée aux mains des insurgés. Selon des habitants, des centaines de cadavres ont été abandonnés à Mossoul. D'après les autorités kurdes, plus de 10 000 soldats irakiens trouvent refuge au Kurdistan. Les rebelles s'emparent également de véhicules pris à l'armée, de pièces d'artillerie lourde et d'hélicoptères.  
Les rebelles s'emparent également des réserves d'argent liquide des banques de Mossoul. 
Des milliers d'autres d'habitants fuient la zone des combats, certains par crainte d'une contre-offensive de l'armée irakienne, d'autres, et notamment les membres des minorités chrétiennes et chiites, étant « terrifiés » par les djihadistes de l'EIIL. Selon l'Organisation internationale pour les migrations (OIM), environ 500 000 civils ont fui les combats.
Mais après leur victoire, les djihadistes sont bien accueillis par une grande partie de la population sunnite excédée par les exactions de l’armée irakienne, majoritairement chiite, qui se comportait en armée d’occupation. Selon Pierre-Jean Luizard : « D'ailleurs, quand l'État islamique a décapité et crucifié quelques corrompus, la population a pu constater que la pénurie alimentaire avait disparu. Les marchés étaient de nouveau approvisionnés, les prix divisés par deux. La population de Mossoul n’était pas salafiste. Mais sa passivité s’est vite transformée en adhésion à un État de droit islamique qui remplaçait un État de non-droit ».
Avec la prise de la province de Ninive, l'EIIL réussit son objectif d'unifier ses fronts irakien et syrien. Les djihadistes n'arrêtent pas leur progression et s'emparent de plusieurs villes dans l'ouest de Kirkouk, ils entrent également dans la province de Salah ad-Din. Le 11 juin, L'EIIL prend le contrôle de la raffinerie pétrolière de Baïji, la plus grande d'Irak, après que les 250 hommes chargés de sa défense ont accepté de se retirer après des négociations avec une délégation de chefs tribaux envoyés par les djihadistes. C'est ensuite la ville de Tikrit qui est prise. Le porte-parole de l'EIIL, Abou Mohammed al-Adnani, exhorte alors les rebelles à ne pas céder « un pouce du territoire qu'ils ont libéré » et à poursuivre leur avancée « vers [la] Bagdad d'al-Rachid, [la] Bagdad du califat ». Mais leur progression est finalement arrêtée le même jour à Samarra, où, pour la deuxième fois, l'armée irakienne repousse l'attaque des insurgés.
Les rebelles instaurent un conseil militaire à Mossoul avec des représentants de l'État islamique en Irak et au Levant, de l'Armée des hommes de la Naqshbandiyya et des Ansar al-Islam.
Des exactions sont commises après les combats. Avant d'abandonner Mossoul, les soldats irakiens exécutent sommairement plusieurs prisonniers dans des prisons. Le 11 juin, 15 militaires et policiers sont exécutés par balles par des hommes de l'EIIL dans la province de Kirkouk. Selon le Haut-Commissariat des Nations unies aux droits de l'homme, 17 civils travaillant pour la police sont exécutés dans une rue de Mossoul le 11 juin. 
L'EI commet également des destructions contre des sites religieux considérés comme « hérétiques ». Le 24 juillet, à Mossoul, la tombe du prophète Jonas, construite entre le IVe et le VIIIe siècle, est détruite,. Quelques mois plus tard, le 22 février 2015, l'église de la Vierge Marie, le Théâtre de l'université et 8 000 livres rares de la bibliothèque de Mossoul sont livrés au flammes. Peu après, le musée de Mossoul est vandalisé.
À la suite du départ des forces armées irakiennes, des combattants kurdes tentent d'établir une ligne afin de freiner la progression des djihadistes. Le gouvernement régional du Kurdistan mobilise 250 000 Peshmergas qui se déploient à l'est de la province mais qui empêchent également les réfugiés d'entrer au Kurdistan irakien,. Le 12 juin, les Peshmergas prennent Kirkouk, abandonnée par l'armée irakienne. Au nord-ouest, les YPG s'emparent également de quelques localités abandonnées par l'armée irakienne sur la frontière syrienne.
Selon le ministre irakien de la Défense, Khaled al-Obaidi, 2 070 personnes sont exécutées par l'État islamique à Mossoul et dans l'ensemble de la province de Ninive de juin 2014 à août 2015. Ce nombre s'appuie sur une liste d'individus pour lesquels l'EI a demandé au département de médecine légale de Mossoul d'émettre un certificat de décès sans remettre leurs corps à leurs familles. La majorité des exécutions se sont déroulées entre février et juillet 2015. 

### Enlèvements de ressortissants étrangers

#### Crise des otages turcs
Le 11 juin 2014, 49 employés du consulat général de Turquie à Mossoul (46 Turcs, dont le consul Öztürk Yılmaz (en), et 3 Irakiens) et 31 chauffeurs de poids lourds turcs sont pris en otage par les djihadistes,. Le jour même, le ministre turc des Affaires étrangères, Ahmet Davutoğlu, menace l'EIIL « des représailles [...] les plus sévères » s'« il est fait le moindre mal à nos citoyens ». Il indique également avoir « ordonné l'évacuation [du consulat] il y a deux jours mais nous avons été informés qu'il était plus dangereux pour nos ressortissants d'être à l'extérieur plutôt qu'à l'intérieur du consulat ». Le 17 juin, Davutoğlu annonce l'évacuation du consulat général de Bassorah par mesure « de sécurité ». Le 3 juillet, les routiers turcs sont libérés et « remis au consul général de Turquie d'Erbil ». Le 20 septembre, c'est au tour des 46 employés consulaires turcs d'être délivrés. Le président de la république de Turquie, Recep Tayyip Erdoğan, parle d'« une opération de sauvetage » des forces spéciales, mais, selon le quotidien Hürriyet, les otages pourraient avoir été échangés contre 50 membres de l'EI détenus par le Liwa al-Tawhid, dont la femme et les enfants de Haji Bakr, le chef militaire de l'EIIL tué par les rebelles syriens en janvier 2014. Par la suite, The Times évoque un échange contre 180 djihadistes, dont trois Français, deux Britanniques, deux Suédois, deux Macédoniens, un Suisse et un Belge.

#### Exécution de 40 ouvriers indiens
Le 13 juin 2014, des ouvriers bangladais et indiens de l'entreprise de BTP Tariq Noor Al Huda sont enlevés sur leur lieu de travail à Mossoul. Si les Bangladais sont relâchés au bout de deux jours par l'EIIL, ce n'est pas le cas des quarante Indiens, qui sont emmenés dans un champ pour y être fusillés. L'un d'eux (Harjit Masih) survit, étant seulement effleuré par une balle, avant d'être couvert par le cadavre d'un camarade. Avec l'aide d'un habitant de la région, il parvient à regagner son lieu de travail, où il explique la situation aux ouvriers bangladais. Ces derniers lui conseillent de se faire appeler « Ali » pour des raisons de sécurité et l'aident à rejoindre Erbil, d'où il parvient à contacter l'ambassade d'Inde, qui organise son exfiltration vers son pays d'origine. Les autorités indiennes lui demandent de garder la silence sur le sort de ses camarades et il n'est autorisé à rentrer dans son village natal de Kala Afghana (en) qu'en 2015. Des interlocuteurs bangladais de Harjit Masih informe néanmoins les médias de la mort des 39 autres ouvriers indiens, que Harjit Masih confirme lui-même le 14 mai 2015. La ministre indienne des Affaires étrangères, Sushma Swaraj, réagit en affirmant qu’elle ne le croit pas, car huit sources différentes lui indiqueraient qu'ils sont encore en vie. Le 20 mars 2018, elle reconnaît finalement leur mort, leurs cadavres ayant été retrouvés dans une fosse commune à Badouch et identifiés par des tests ADN. Le 2 avril 2018, ils sont rapatriés en Inde.  

## Suites

### Frappes aériennes contre l'EI à Mossoul
Dans l'après-midi du 6 août 2014, une soixantaine de personnes sont tuées à Mossoul dans un bombardement de l'aviation gouvernementale irakienne contre un tribunal établi par les combattants djihadistes de l'État islamique.
Le 18 septembre, les États-Unis bombardent un camp de l'EI près de Mossoul. Les pertes des djihadistes sont inconnues, une quarantaine de leurs hommes se trouvaient dans le camp.
Le 8 novembre, l'aviation américaine effectue un raid près de Mossoul contre un rassemblement de l'EI où se sont rendus plusieurs chefs. Un convoi de 10 camions armés est détruit et au moins une cinquantaine d'hommes sont tués,. Parmi les morts figure Abou Laith (de son vrai nom, Radwane Taleb Hussein al-Hamdouni), le premier gouverneur de l'EI à Mossoul, qui avait paradé à cheval lors de la prise de la ville le 10 juin 2014.

### Mise en cause d'officiels irakiens dans la chute de Mossoul
La chute de Mossoul a donné lieu à la mise en cause de plusieurs responsables civils et militaires irakiens accusés d'incompétence et d'abandon de poste. L'ex-gouverneur de Mossoul, Athil al-Noujaïfi, affirme que les chefs militaires ont fui en abandonnant leurs hommes et leur matériel. En novembre 2014, le ministre irakien de la Défense, Khaled al-Obaidi, annonce que plusieurs généraux qui commandaient à Mossoul ont été démis de leurs fonctions, seront jugés et éventuellement condamnés à mort. Le 15 novembre 2014, le parlement irakien instaure par un vote une commission chargée d'enquêter sur les causes de la chute de Mossoul. Le mois suivant, la commission commence ses travaux et ouvre une enquête sur environ 100 chefs militaires et plusieurs hauts responsables civils. Elle devrait rendre son rapport sur ces événements en juillet 2015 (date reportée au 14 août). 
Le 16 août 2015, ce rapport est rendu public et met en cause 36 hauts responsables dont l'ancien premier ministre Nouri al-Maliki,,. Il  accuse les responsables militaires d'incompétence et dénonce la corruption en vigueur au sein de l'armée. Selon ce rapport, le général Abboud Qanbar (en), chef d'état-major adjoint de l'armée, dépêché à Mossoul trois jours avant la prise de la ville, a mal estimé la situation et a causé une « grande confusion » : peu avant la chute de la ville, il s'est retiré à l'ouest avec « plus de 30 véhicules blindés, entamant considérablement le moral des troupes ». Le général Ghaidane avait quant à lui retiré des troupes de la province de Ninive, alors que la menace d'une attaque à Mossoul était connue, et n'a pas fait sécuriser les routes. Il est également reproché au premier ministre Nouri al-Maliki, alors commandant en chef, de s'être basé sur des « informations erronées » sans les faire vérifier et avoir laissé aux commandants la conduite des opérations.

### Vidéographie
- [vidéo] France 24 : Irak : Les djihadistes de l'EIIL continuent leur avancée fulgurante.

### Articles
- Oriane Verdier, « A Mossoul, «si tu dis du mal de Daech…» », Libération, 25 mars 2016.